# As Gralleiras
As Gralleiras es una entidad de población situada en la parroquia de Córgomo, del municipio español de Villamartín de Valdeorras, en la provincia de Orense, Galicia.

## Demografía
La entidad de población de As Gralleiras no consta ni en las bases de datos del INE ni en las del IGE por lo que se desconocen los datos demográficos de la misma.